# کراندژیلیتسا
کراندژیلیتسا (به بلغاری: Krandzhilitsa) یک منطقهٔ مسکونی در بلغارستان است که در شهرستان پتریچ واقع شده‌است.